# Aartskanselier
De aartskanselier (Duits: Erzkanzler, Latijn: Archicancellarius) was vanaf de 8e eeuw het hoofd van de kanselarij van de Karolingische en later de Duitse koningen en keizers. Het ambt werd sinds de 10e eeuw vervuld door de aartsbisschoppen van Mainz en bleef tot 1806 de titel van de belangrijkste keurvorst van het Heilige Roomse Rijk.

## Ontstaan van het ambt
De titel van aartskanselier gaat terug tot de Karolingen, die van de 8e tot de 10e eeuw over het Frankische Rijk regeerden. In die tijd stond een (aarts)kanselier aan het hoofd van de geestelijken en secretarissen die aan het hof belast waren met het opstellen van oorkondes, capitularia en andere schriftelijke stukken.
Het schrijven van concepten was de taak van schrijvers (notarii cancellarii). Onder de Merovingen waren dit leken onder leiding van de referendum, maar zij werden onder de Karolingen vervangen door geestelijken, aangezien alleen die de nieuwe juridische taal, het Latijn, beheersten. Deze geestelijken werden gekozen uit de leden van de hofkapel, waardoor het hoofd daarvan, de aartskapelaan, de facto ook de (aarts)kanselier werd. Deze werd tevens verantwoordelijk voor de bewaring en vervaardiging van het koninklijke zegel.
De eerste aartskanselier was Badilon, die in 757 door Pepijn de Korte werd benoemd. Opvolgende aartskanseliers waren bijna allemaal Franse geestelijken, maar ook een bastaardzoon van Karel de Grote.
Na de splitsing van het rijk van Karel de Grote in het westelijke Frankrijk en het oostelijke Duitse rijk werd het kanseliersambt in Frankrijk vanaf de 10e eeuw vervuld door de aartsbisschop van Reims. Na het overlijden van de  laatste Karolingische kanselier, aartsbisschop Adalbero van Reims, in 969 benoemde de eerste koning uit het huis Capet echter geen nieuwe aartskanselier meer. Het hoofd van de Franse kanselarij zou voortaan de titel kanselier van Frankrijk dragen. In het Duitse, later Heilige Roomse Rijk, bleef de titel aartskanselier wel behouden.

## De aartskanseliers van het Heilige Roomse Rijk
Aan het hoofd van de hofkapel van de Duitse koning stond sinds Lodewijk de Duitser (806-876) de aartskapelaan. Vanwege de kanselarijtaken van de kapel werd deze al snel tot aartskanselier benoemd, een ambt dat sinds 870 door de aartsbisschop van Mainz bekleed werd. Keizer Otto de Grote (912-973) moest daarnaast ook de aartsbisschoppen van Keulen en Vienne (later Trier) tot aartskanselier benoemen en zo kwamen er drie aartskanseliers:
- de aartsbisschop van Mainz als aartskanselier voor Duitsland (Archicancellarius per Germaniam)
- de aartsbisschop van Keulen als aartskanselier voor Rijksitalië (Archicancellarius per Italiam)
- de aartsbisschop van Trier als aartskanselier voor Bourgondië (Archicancellarius per Galliam)

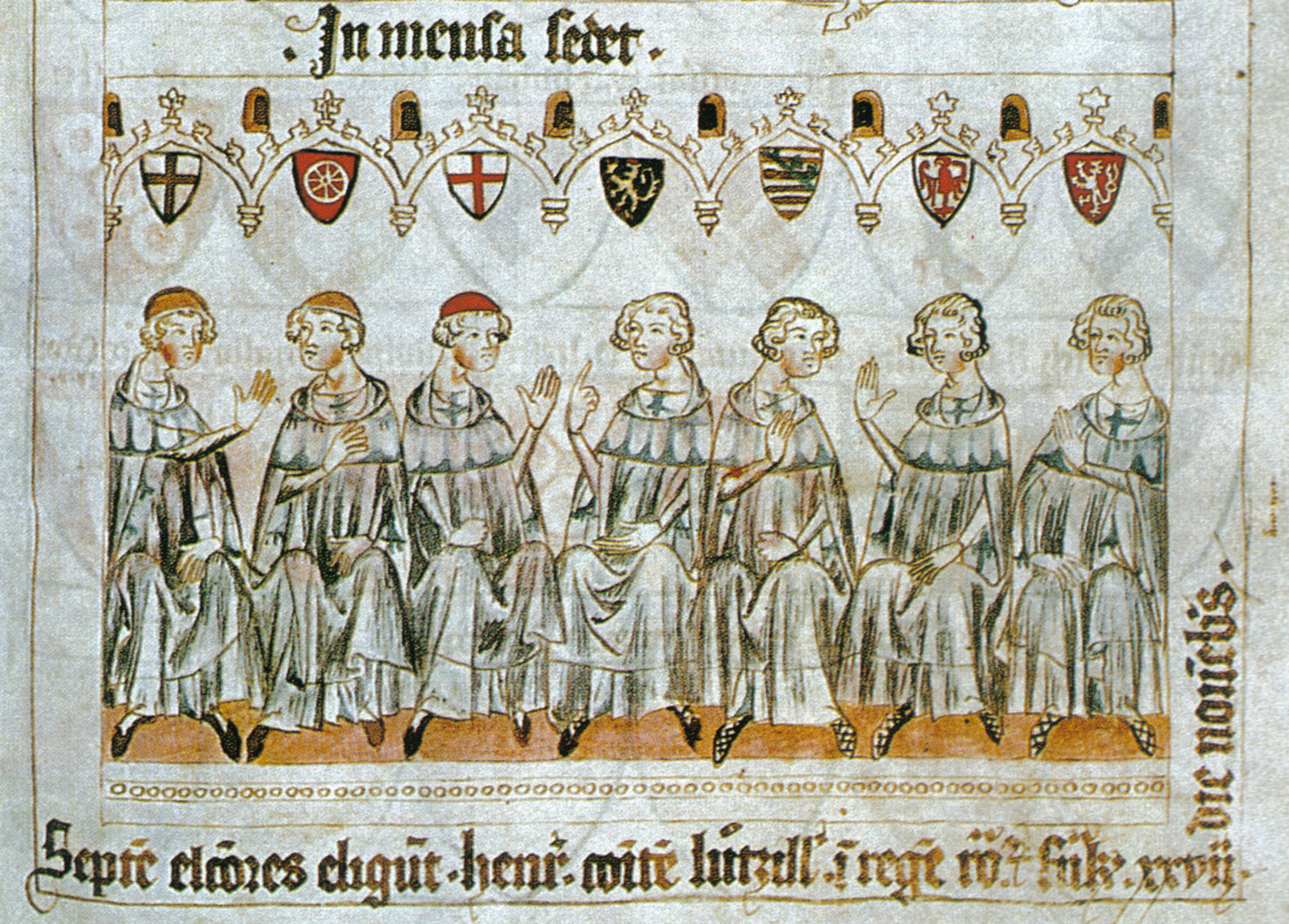
De zeven keurvorsten kiezen Hendrik van Luxemburg tot koning. Links de drie geestelijke keurvorsten. Tekening uit 1341.

Zij waren de belangrijkste aartsbisschoppen van het rijk en werden als zodanig bij de Gouden Bul van 1356 erkend als de drie geestelijke keurvorsten.
De functie van (aarts)kanselier voor Duitsland vertrouwde keizer Otto de Grote in 940 toe aan zijn broer Bruno, de aartsbisschop van Keulen, die de hofkanselarij reorganiseerde en in 951 ook aartskapelaan werd. Na de dood van Bruno in 965 benoemde Otto zijn bastaardzoon Willem, de aartsbisschop van Mainz, tot aartskanselier. Sindsdien bleef deze functie, tot aan de opheffing van de geestelijke vorstendommen in 1803, verbonden met de aartsbisschoppelijke zetel van Mainz.
De ambten van aartskanselier voor Bourgondië en Rijksitalië verloren al snel hun betekenis, maar die van aartskanselier voor Duitsland bleef tot het einde van het Heilige Roomse Rijk belangrijke bevoegdheden houden. Deze aartskanselier was formeel de tweede man na de keizer.

## Leiding van de rijkskanselarij
De aartskanselier was in de eerste plaats het hoofd van de kanselarij, eerst van de Frankische koningen en keizers en later van die van het Heilige Roomse Rijk. Aanvankelijk was de kanselarij nog onderdeel van de hofkapel, maar werd in de 12e eeuw daarvan afgescheiden. De aartskanselier bleef wel het titulaire hoofd ervan, maar in de praktijk werd de kanselarij geleid door een door de koning benoemde (hof)kanselier.
In de 13e eeuw kreeg de aartsbisschop van Mainz als aartskanselier weer een grotere invloed op de keizerlijke kanselarij. Onder keizer Maximiliaan I werd in 1498 een aparte hofkanselarij (Hofkanzlei) opgericht als tegenwicht tegen de door de aartsbisschop van Mainz beheerste rijkskanselarij (Reichskanzlei). Hoewel de hofkanselarij oorspronkelijk ook bedoeld was voor zaken van het rijk, werden haar bevoegdheden al gauw beperkt tot die van de Oostenrijkse en Bourgondische erflanden.
De aartskanselier liet zich sinds de regering van keizer Sigismund (1411-1437) aan het hof vertegenwoordigen door de rijksvicekanselier. Deze had namens de aartskanselier de leiding over de rijkskanselarij en plaatste zijn contraseign onder alle akten die de keizer als hoofd van het Heilige Roomse Rijk liet uitgaan. De rijksvicekanselier werd aanvankelijk door de aartskanselier benoemd, later alleen nog voorgedragen, maar sinds 1660 liet de keizer de rijksvicekanselier en het personeel van de rijkskanselarij weer door de aartskanselier benoemen.
Tijdens het bewind van het Rijksregiment tussen 1500 en 1502 fungeerde de rijkskanselarij als kanselarij van het rijksregiment. Na het mislukken van het rijksregiment moest de rijkskanselarij veel terrein en zelfs het rijkszegel prijsgeven aan de hofkanselarij van de keizer. Daardoor fungeerde de hofkanselier feitelijk ook als rijkskanselier.
Keizer Karel V droeg van 1516-1519 de leiding van zijn hofkanselarij formeel over aan de aartsbisschop van Mainz. Nadien werden de aangelegenheden van het Heilige Roomse Rijk behandeld door de Duitse afdeling van de hofkanselarij die Karel V op zijn reizen volgde.
Onder Karels opvolger Ferdinand I werden de zaken van het rijk aanvankelijk behandeld door diens hofkanselarij, maar deze werd in 1559 met de restanten van de rijkskanselarij van zijn voorganger samengevoegd tot de Rijkshofkanselarij (Reichshofkanzlei). Deze instelling was verantwoordelijk voor het opstellen en uitvaardigen van de oorkondes en het schriftverkeer betreffende het Heilige Roomse Rijk en beheerde het keizerlijke zegel en het rijksarchief. Al in hetzelfde jaar 1559 werd een  kanselarijverordening uitgevaardigd die in een scheiding tussen de zaken van het rijk en de erflanden voorzag, maar dit werd nooit echt gerealiseerd.

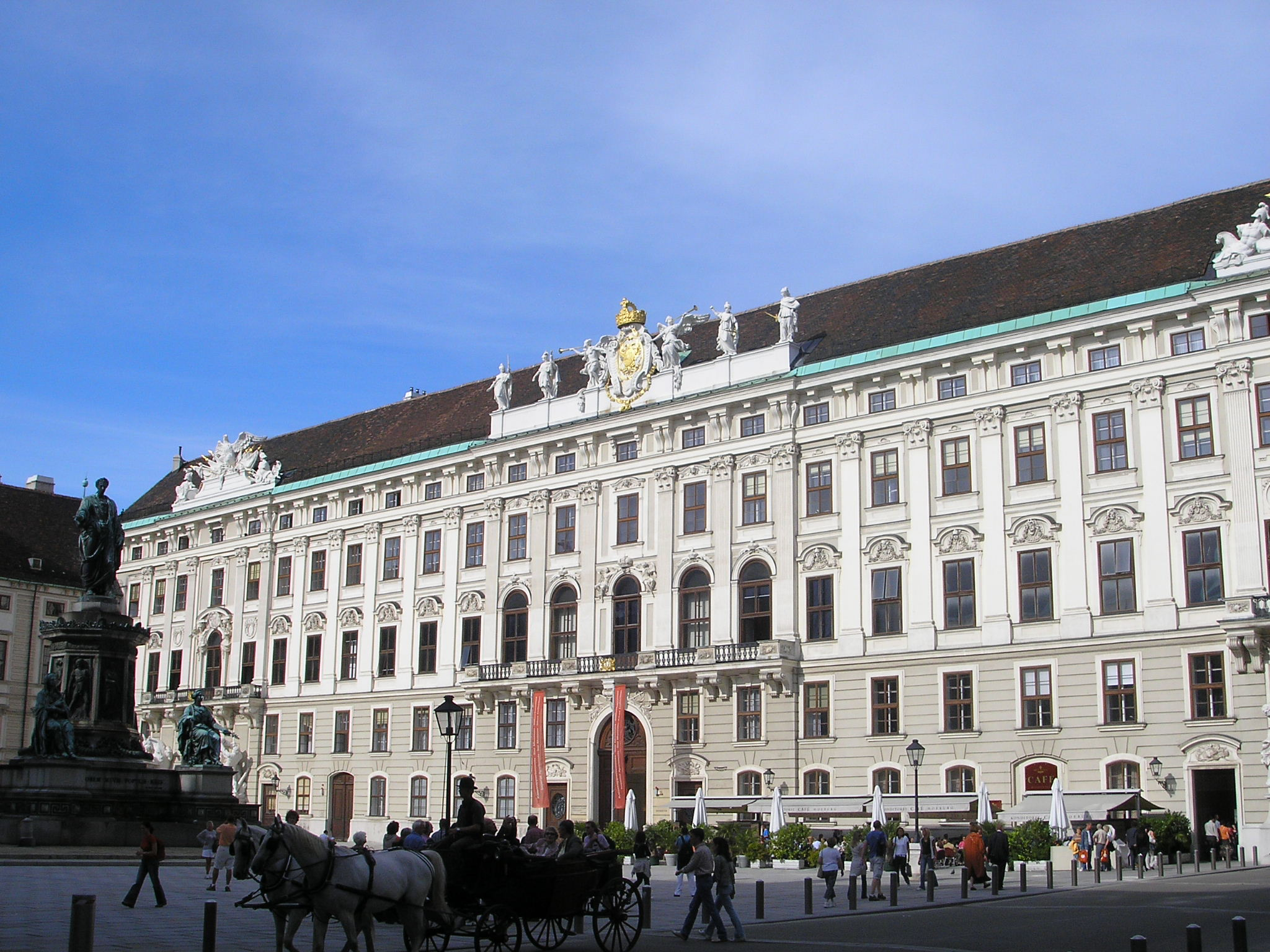
Het Reichkanzleitrakt van de Hofburg in Wenen, waar in de 18e eeuw de Rijkskanselarij en de Rijkshofraad gevestigd waren.

In 1620 werd de Oostenrijkse afdeling van de Rijkshofkanselarij afgesplitst en ging zelfstandig verder als de Oostenrijkse hofkanselarij (Österreichische Hofkanzlei) onder leiding van de Österreichische Hofkanzler. Geleidelijk werden steeds meer zaken, ook aangaande het buitenlandse beleid en de diplomatie van het rijk, overgenomen door de Oostenrijkse hofkanselarij.
De invloed van de rijkskanselarij werd steeds meer teruggedrongen en behandelde uiteindelijk alleen nog de interne zaken van het rijk in engere zin, dat wil zeggen zonder de Habsburgse erflanden. De Oostenrijkse hofkanselarij ontwikkelde zich tot het centrale orgaan van de Habsburgse monarchie en het keizerlijke bestuur en wist buiten de invloed van de Rijksstanden en de standen van de Oostenrijkse landen te blijven. De Oostenrijkse hofkanselarij werd in 1848 opgeheven.

## Overige taken en bevoegdheden
De aartskanselier had als enige keurvorst een functie die meer was dan een eretitel. Reeds in de middeleeuwen had hij de taak om na het overlijden van de keizer de voorbereidingen te treffen voor de verkiezing van een nieuwe koning. Hij nodigde daartoe de andere keurvorsten uit, stelde tijd en plaats vast, leidde de verkiezingsonderhandelingen en vervaardigde de protocollen. Gedurende de tijd dat er geen koning, resp. keizer was, oefende de aartskanselier hiermee, naast de beide rijksvoogden, ook de facto de rijksvoogdij uit.
Vergelijkbare taken als bij de konings- c.q. keizerskeuze oefende de aartskanselier ook uit voor het houden van een Rijksdag. Toen de Rijksdag sinds 1663 permanent in Regensburg zetelde, was de aartskanselier ook hiervan de permanente voorzitter. In de praktijk liet hij zich vertegenwoordigen door een gezant die de rijksdirectiegezant genoemd werd. De keizer werd vertegenwoordigd door de Prinzipalkommissar. De besluiten van de rijksdag werden door medewerkers van de aartskanselier administratief verwerkt. Binnen de Rijksdag was de aartkanselier, als aartsbisschop-keurvorst van Mainz, tevens de voorzitter van het college van keurvorsten.
Ten slotte kreeg de aartskanselier later de bevoegdheid om het Rijkskamergerecht en de Rijkshofraad te visiteren en was hij beschermheer van de rijkspost.

## Het einde van het aartskanselierschap
De laatste aartskanselier van het Heilige Roomse Rijk was Karl Theodor von Dalberg, die sinds 25 juli 1802 aartsbisschop en keurvorst van Mainz en bisschop van Worms was. Het grootste deel van het keurvorstendom, (inclusief de stad Mainz) en het grootste deel van het prinsdom Worms (inclusief de stad Worms) waren op dat moment al ingelijfd bij Frankrijk.
In de Reichsdeputationshauptschluss van 25 februari 1803 werd het aartskanselierschap geregeld voor situatie die ontstaan was na het verlies van de linker Rijnoever aan Frankrijk en het opheffen van de geestelijke vorstendommen. Er werd bepaald dat de geestelijke keurvorstelijke waardigheden van Trier en Keulen opgeheven werden en dat die van Mainz werd overgebracht naar het vorstendom Regensburg, dat daarom ook wel het Keurvorstendom van de aartskanselier genoemd werd.
Op 12 juli 1805 is de keurvorst-aartskanselier een van de vorsten die de Rijnbondakte ondertekent, die het definitieve einde van het Heilige Roomse Rijk inluidt. 
- In artikel 1 maken deze vorsten zich los van het keizerrijk en treden toe tot de Rijnbondconfederatie.
- In artikel 4 krijgt de keurvorst-aartskanselier een nieuwe titel: vorst-primaat.
- In artikel 22 krijgt de vorst-primaat de rijksstad Frankfort.
- In artikel 24 krijgt de vorst-primaat de soevereiniteit over de gebieden van de vorsten en graven van Löwenstein-Werheim, in zoverre ze op de rechter Mainoever liggen en over het graafschap Rieneck, de mediatisering.

Op 1 augustus 1806 verklaren de Rijnbondstaten in Regensburg dat zij niet langer deel uitmaken van het Heilige Roomse Rijk. Als vervolgens keizer Frans II op 6 augustus de Rooms-Duitse keizerskroon neerlegt, bestaat het rijk niet meer en vervallen de ambten van de keurvorsten en de aartskanselier.
Voor het archief van de aartskanselier was na het einde van het rijk weinig aandacht. Het bevond zich in Aschaffenburg en Frankfurt, voordat het in 1852 naar Wenen werd overgebracht, waar zich reeds de archieven van de Habsburgse keizers bevonden.